# Pieter Cornelisz. Verbeeck

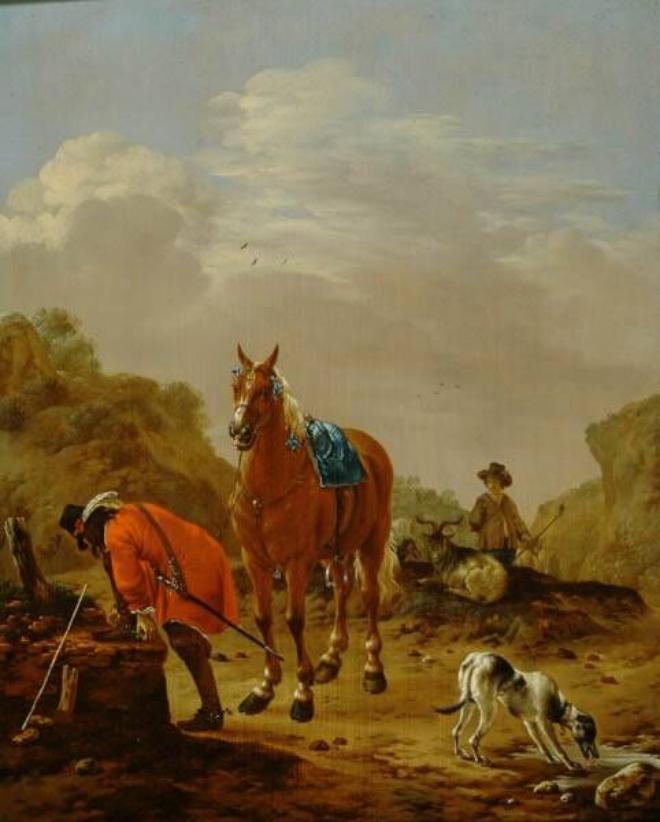
Afgestegen ruiter, olieverf op paneel, 37 x 30 cm, Haarlem, Frans Hals Museum.

Pieter Cornelisz. Verbeeck (Haarlem, ca. 1610 - voor 24 april 1654) was een Nederlandse barokschilder uit de Gouden Eeuw die zich specialiseerde in het schilderen van landschappen en genrescénes met paarden in de hoofdrol.
Verbeeck werd geboren als zoon van Cornelis Verbeeck, een marineschilder, en was vermoedelijk een leerling van zijn vader. In 1634 wordt hij gedocumenteerd in Haarlem, vermeld als schilder, wonend bij zijn zus en zwager. De drie vertrokken meteen naar Alkmaar, waar Pieter Verbeeck zich in 1635 aansloot bij het schildersgilde. Datzelfde jaar trouwde hij met Agnes Groenevelt. Het echtpaar verhuisde naar Utrecht, waar Agnes in 1642 overleed. In januari 1643 bevond hij zich opnieuw in Haarlem, want in die maand hertrouwde hij met Elisabeth van Beresteyn, de zus van landschapsschilder Claes van Beresteyn. In 1649 portretteerde hij zijn schoonzuster Johanna van Beresteyn op haar sterfbed. Zijn financiële situatie lijkt niet rooskleurig te zijn geweest, aangezien hij in 1645 een grote lening moest aangaan bij zijn schoonmoeder, een schuld die op 24 april 1654 nog steeds op naam van zijn weduwe stond.